# Ланжевенівська динаміка
У фізиці динаміка Ланжевена (або Ланжевенівська динаміка) — підхід до математичного моделювання динаміки молекулярних систем за допомогою рівняння Ланжевена . Розроблений французьким фізиком Полем Ланжевеном. Підхід характеризується використанням спрощених моделей за допомогою стохастичних диференціальних рівнянь . Моделювання динаміки Ланжевена є різновидом моделювання Монте-Карло.
Реальній молекулярній системі характерні зіткнення молекул між собою, зі стінками посудини та колоїдними частинками в ній, які, як результат, перебувають в стані аналогічної стохастичної динаміки. Ланжевенівська динаміка – це модель  молекулярної динаміки, яка описує ключові властивості молекулярної системи без необхідності інтегрування рівнянь руху кожної окремою молекули. Крім того, динаміка Ланжевена дозволяє контролювати температуру, таким чином моделюючи канонічний ансамбль.
У випадку застосування до флюїдів, динаміка Ланжевена імітує в’язкий аспект розчинника. Вона не повністю моделює неявний розчинник; зокрема, модель не враховує електростатичного екранування, а також не враховує гідрофобні ефекти. Для більш щільних розчинників гідродинамічні взаємодії не описуються адекватно динамікою Ланжевена.
Для системи {\displaystyle N} частинок з масами {\displaystyle M}, з координатами {\displaystyle X=X(t)} які становлять залежну від часу випадкову величину, рівняння Ланжевена має вигляд   {\displaystyle M\,{\ddot {\mathbf {X} }}=-\mathbf {\nabla } U(\mathbf {X} )-\gamma \,{\dot {\mathbf {X} }}+{\sqrt {2\,\gamma \,k_{\rm {B}}T}}\,\mathbf {R} (t)\,,}де {\displaystyle U(\mathbf {X} )} – потенціальна енергія взаємодії частинок; {\displaystyle \nabla } є оператором градієнта,  {\displaystyle -\mathbf {\nabla } U(\mathbf {X} )} – сила, розрахована з потенціалів взаємодії частинок; крапка є похідною за часом, так що {\displaystyle {\dot {\mathbf {X} }}} є швидкістю і {\displaystyle {\ddot {\mathbf {X} }}} є прискоренням; {\displaystyle \gamma } – коефіцієнт вʼязкого тертя; {\displaystyle T} – це термодинамічна температура, {\displaystyle k_{\rm {B}}} – стала Больцмана, і {\displaystyle \mathbf {R} (t)} – це дельта-корельований стаціонарний гаусівський процес із нульовим середнім, який задовільняє: {\displaystyle \left\langle \mathbf {R} (t)\right\rangle =0}{\displaystyle \left\langle \mathbf {R} (t)\cdot \mathbf {R} (t')\right\rangle =\delta (t-t')}
тут, {\displaystyle \delta } – дельта-функція Дірака. Ланжевеніська динаміка обертального руху може описуватися аналогічним способом. Найпоширенішою її реалізацією є використання кватерніонів у рівнянні Ланжевена.
Якщо основною метою є стабільність температури, слід бути обережним із використанням невеликої константи {\displaystyle \gamma } . В міру зростання {\displaystyle \gamma }, йде перехід від інерційного аж до дифузійного (броунівського) режиму. Границя неінерційності динаміки Ланжевена зазвичай моделюється броунівською динамікою. Броунівську динаміку можна розглядати як наддемпфовану (або передемпфовану) динаміку Ланжевена, тобто динаміку Ланжевена, де немає середнього прискорення, яка збігається з моделлю випадкового блукання.
Рівняння Ланжевена можна переформулювати як рівняння Фоккера–Планка, яке керує розподілом ймовірностей випадкової величини X . 
Ланжевенівська динаміка знаходить своє застосування в компʼютерній симуляції  фізичних процесів мікросвіту та мезосвіту.